# اسبدو
اسبدو (به اسپانیایی: Acebedo) یک شهرستان در اسپانیا است که در استان لئن واقع شده‌است.

## خصوصیات
اسبدو ۵۰٫۱۸ کیلومترمربع مساحت و ۲۶۴ نفر جمعیت دارد و ۱٬۱۴۸ متر بالاتر از سطح دریا واقع شده‌است.